# Hacienda Nápoles
La Hacienda Nápoles es el nombre que tuviera en el pasado lo que hoy se conoce y reconoce como el Parque Temático Hacienda Nápoles, definido como un centro de entretenimiento familiar a espacio abierto, ubicado en Colombia, Puerto Triunfo, Antioquia, cuyo eje central es un enorme santuario para la protección de fauna en peligro o amenazada, grandes atracciones de agua, contenidos culturales, lúdicos y ambientales, y una política constante en rescate y conservación de fauna y flora.
A pesar de la asociación que su nombre produce con algunos hechos sombríos del pasado reciente de la historia colombiana, el Parque Temático Hacienda Nápoles se ha construido desde cero, a partir de 2007 cuando se propuso su creación. Desde esa época se le considera como el proyecto líder de una de las más grandes transformaciones regionales que ha tenido Colombia luego de la desarticulación del Cartel de Medellín que lideraba Pablo Escobar. Hoy en día la propiedad está en cabeza del Estado colombiano, en tanto sus contenidos son desarrollados por la empresa privada.

## Historia
La hacienda Nápoles fue conformada en 1978 por Pablo Escobar y su primo Gustavo Gaviria, con la compra a veces forzada de otros predios menores, que luego fueron reunidos en una sola propiedad de cerca de 3000 hectáreas bajo el nombre de Hacienda Nápoles. De inmediato se iniciaron una serie de obras que tenían como objetivo embellecer el lugar, donde se construyeron edificios con decenas de habitaciones, carreteras, seis piscinas, 27 lagos artificiales, gasolinera propia, una pista de aterrizaje de aviones, helipuertos, hangares, y una exótica arborización que incluía palmeras y establos con caballos.
En la hacienda Nápoles había una plaza de toros, carros de carreras, motos náuticas, motocicletas para paseos turísticos, además de un Chevrolet modelo 1934 al que se le había llenado de balazos para hacerlo parecer al de los legendarios delincuentes Bonnie y Clyde o Al Capone, a quien el narcotraficante admiraba. Contaba con un importante zoológico, con rinocerontes, elefantes, camellos, hipopótamos, cebras, jirafas, grullas, impalas, venados, dantas, canguros, flamencos, avestruces, una pareja de loras negras únicas en el mundo, entre otros, eran exhibidos allí. Todos los animales fueron traídos a base de sobornos al INDERENA.
La hacienda, cuyo terreno fue valuado por Escobar en 4500 millones de pesos colombianos de 1983 (57 millones de dólares en la época), además de ser el sitio de reunión de los líderes del cartel de Medellín, Gonzalo Rodríguez Gacha, Carlos Lehder, los Hermanos Ochoa Vásquez, etc., fue sitio de reunión y descanso de miles de visitantes, vinculados o no, a los negocios del cartel.
Más allá de esto la hacienda es por sí misma el reflejo del ascenso y caída de Escobar y del Cartel de Medellín; desde 1978 estuvo en su apogeo pero en 1984, tras el asesinato del ministro de justicia Rodrigo Lara Bonilla, la familia Escobar se refugió en Panamá, motivo por el que se le descuidó parcialmente. El regreso posterior de Escobar marcó un nuevo periodo de auge, que se prolongó aún en la época del Narcoterrorismo, cuando las fuerzas de seguridad del Estado asediaron al Cartel de Medellín. Sus propietarios no pudieron regresar a ella; en 1991 se dio la entrega y en 1992 la fuga de Escobar a la justicia, en este tiempo algunos animales fueron recogidos por zoológicos de todo el país y la propiedad fue varias veces ocupada por la fuerza pública. Tal vez esto la preservó de la acción de los enemigos, pero no del abandono total tras la muerte de Escobar en diciembre de 1993.
La Hacienda Nápoles fue expropiada por el Estado colombiano tras una larga batalla judicial, y luego de otras luchas en contra de las organizaciones criminales. Después de la muerte de su propietario, se inició un dispendioso proceso judicial, que finalmente, y con sentencia definitiva, fue fallada por el Juzgado Primero de Circuito Especializado de Antioquia, mediante providencia del 16 de febrero de 2004, que fuera confirmada el 12 de agosto de ese mismo año por Tribunal Superior de Antioquia, en la que se declaró la extinción del dominio sobre cerca de 3.000 hectáreas de tierras, ya abandonadas y castigadas por el tiempo, que conformaban la hacienda.
Esta sentencia judicial entregó la hacienda a la Dirección Nacional de Estupefacientes, que por varios años realizó todos los estudios y procesos necesarios para encontrar la mejor manera de disponer de ella. Finalmente, esta entidad gubernamental del Estado colombiano, decidió fraccionar la propiedad, y mediante la Resolución n.º 0022 del 3 de diciembre de 2004, adjudicó una parte al Instituto Nacional Penitenciario y Carcelario, Inpec, quien construyó allí una cárcel de mediana seguridad, en tanto que el núcleo central de la Hacienda Nápoles, ya en ruinas, marcada por el abandono y los problemas de todo tipo, fue entrega en su propiedad al Municipio de Puerto Triunfo, en el Departamento de Antioquia, mediante la Resolución n.º 037 de 16 de diciembre de 2005 .
En un principio, esta adjudicación resultó más un problema que una adquisición, pues para Puerto Triunfo significaba recibir un activo abandonado en el cual nadie tenía interés. Víctima de los saqueadores, el abandono y la mala reputación, la Hacienda Nápoles fue ofrecida a cualquiera que quisiera hacerse cargo, pero no se presentaron oferentes durante un par de años.
A finales de 2006, una empresa de la ciudad de Medellín propuso la creación de un parque temático.

## Parque Temático

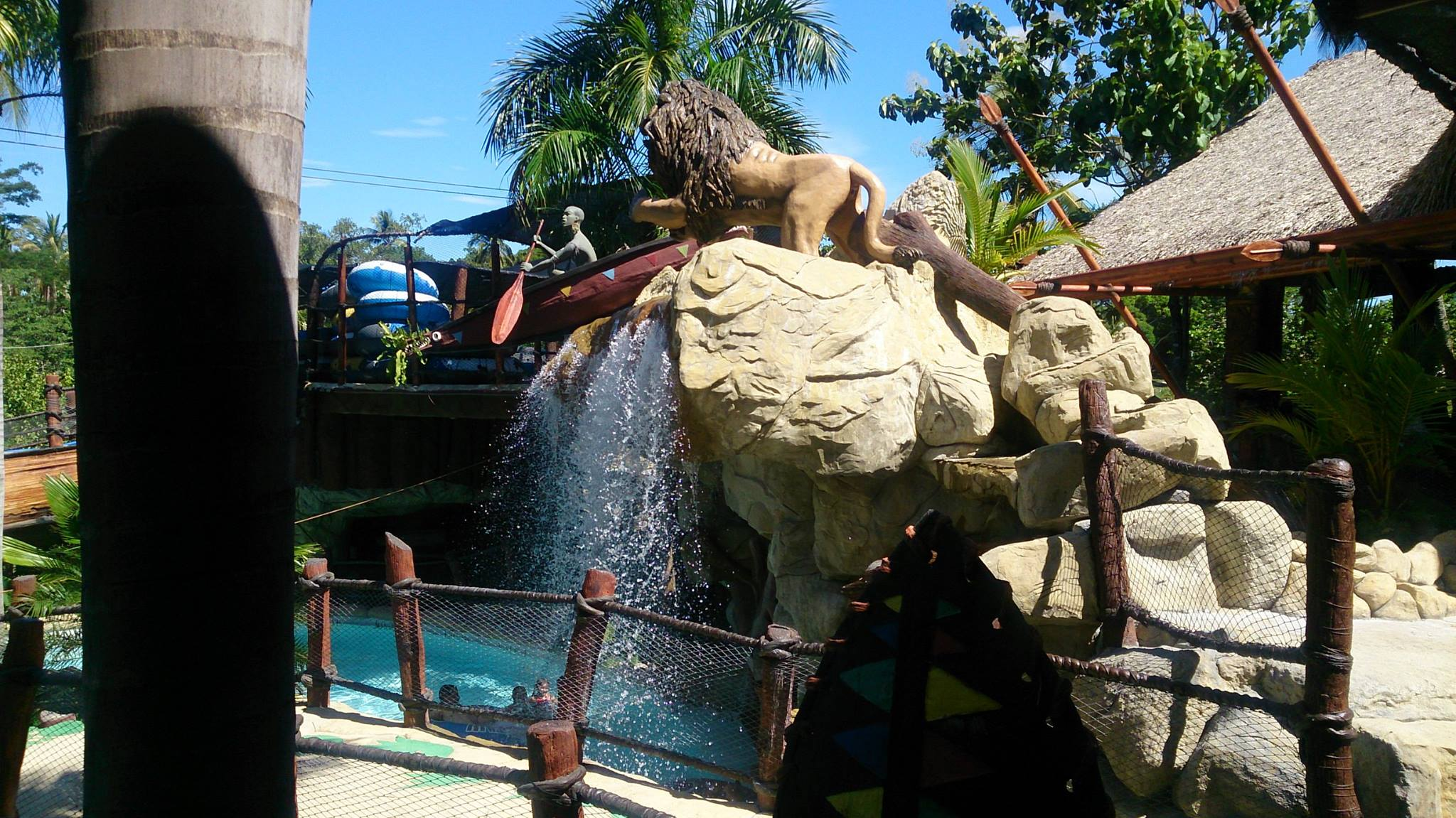
Motero

Para comienzos del 2000, los parques temáticos no habían iniciado su desarrollo en Colombia. Apenas algunas ofertas de entretenimiento sobre temas específicos, hacían un lento inicio como propuesta turística. En ese escenario, y tras la oferta por la Hacienda Nápoles, se formuló la idea de desarrollar un parque temático en estos terrenos, con el fin de generar un tráfico de turistas por una región medio agreste, y que había probado tener, cuando menos, algunas atracciones naturales, como el Cañón del Río Claro, la Gruta de la Danta y otras similares, pero que en el fondo solo resultaban ser un tránsito entre las ciudades de Medellín y Bogotá, y no obstante estar este lote sobre la autopista que conecta a las dos más importantes ciudades del país, y hacia otras regiones, como el eje cafetero y los santanderes.
El razonamiento que dio comienzo a la identidad de lo que sería el futuro Parque Temático Hacienda Nápoles, surgió luego de un análisis histórico y curatorial sobre lo que serían sitios de interés histórico, y dado que la propiedad de la Hacienda Nápoles ya se encontraba radicada en cabeza del Estado, quería decir ello que las instituciones del país habían funcionado de manera contundente en contra del delito y de las organizaciones criminales, pues no de otra forma se podía justificar que naciera un nuevo parque en un gran terreno que ya era propiedad estatal y que sería entregado en arrendamiento para el desarrollo de un proyecto turístico.

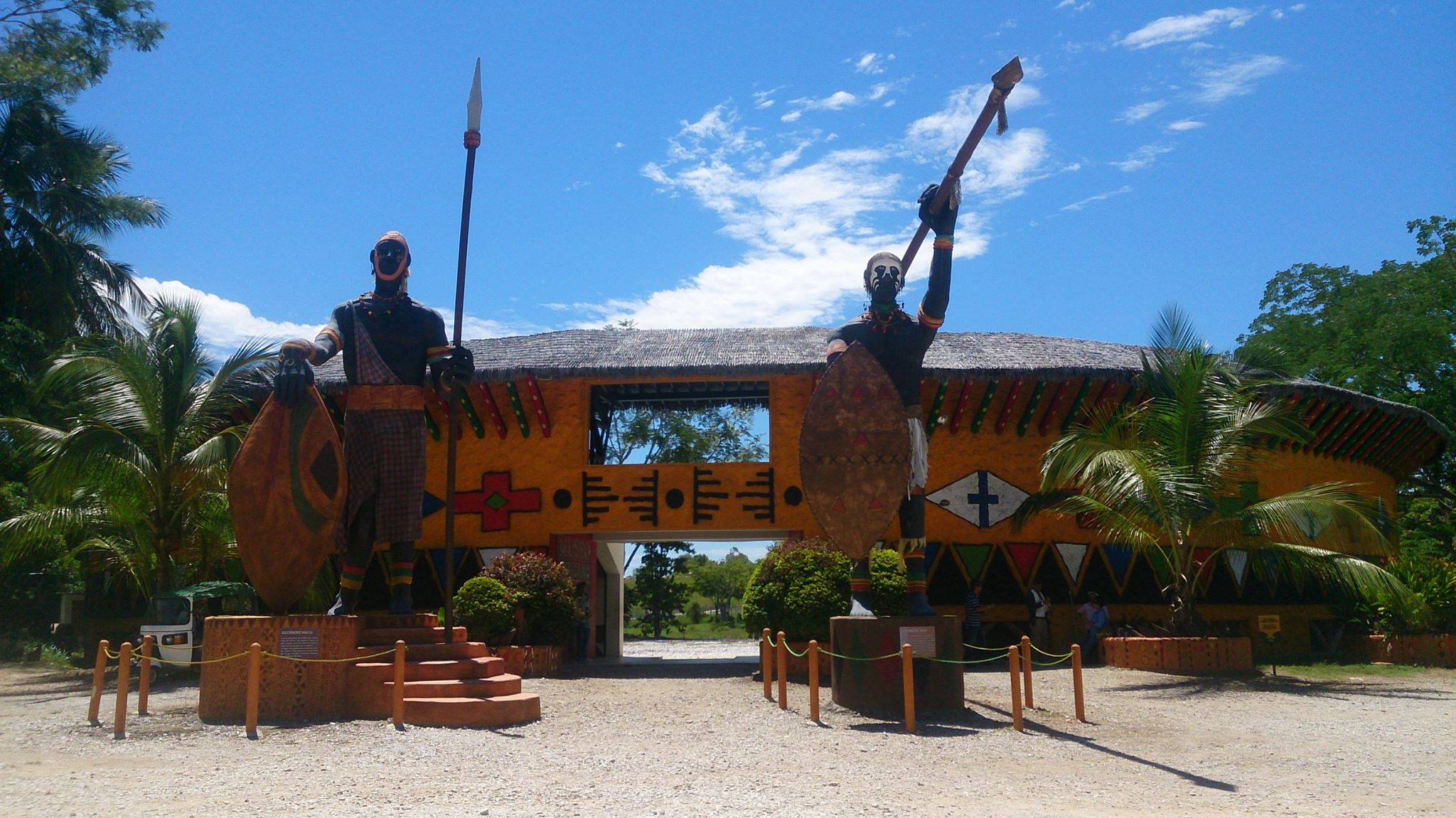
Parque temático

Bajo el lema “Triunfó el Estado”, el Parque Temático Hacienda Nápoles inició sus primeros desarrollos en abril de 2007, con la adecuación de las principales áreas de su gran extensión y con el montaje de un Museo conmemorativo que honraría a las víctimas de la violencia del narcotráfico, contenidos estos que fueron encargados a un experto en museos, historiadores, arquitectos, antropólogos, diseñadores, artistas plásticos, ingenieros, administradores y otros más. En este lugar, basados en archivos de prensa de diferentes épocas, se exhibió un recorrido por diferentes episodios de la vida colombiana, crítico y severo en contra de la violencia, la corrupción, el narcotráfico y todas las formas del delito que se consolidaron a través de esa práctica.
La respuesta del público fue casi inmediata y la gente empezó a pagar su entrada movida por la curiosidad, y básicamente para ver con ojos propios lo que se empezaba a desarrollar en las ruinas de lo que en el pasado fue una lujosa mansión epicentro del crimen internacional. A partir de ese momento se inició un camino rápido y eficaz de comunicación con los nuevos visitantes, con el fin de interpretar el tipo de atracciones que ese público necesitaba y esperaba disfrutar, y con base en esa información se fue estructurando el desarrollo de las atracciones del Parque Temático Hacienda Nápoles.
Primeras atracciones

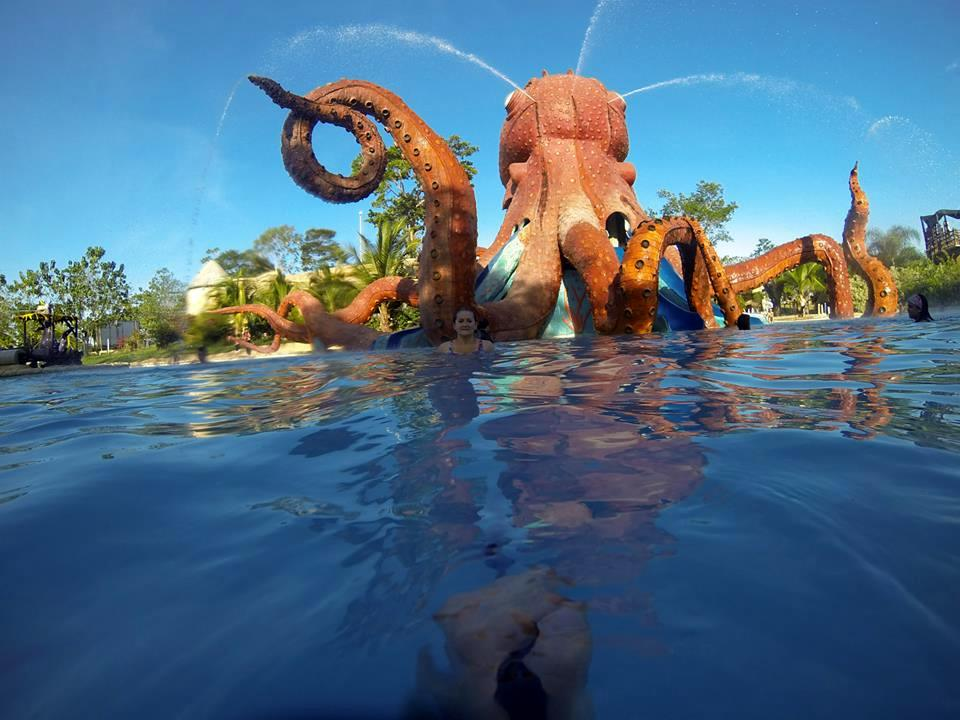
Puerto Triunfo Octopus.

La primera preocupación que surgió fue el tema de custodia y conservación de animales. Aunque de su pasado solo se hubiera salvado una manada de hipopótamos, el lugar había sido ocupado años por enormes cantidades de animales de todas partes del mundo, en una convivencia caprichosa y nunca bien estudiada que solo dejó problemas en estas especies animales una vez la hacienda entró en el abandono, que generó de paso la muerte o traslado de las pocas especies que sobrevivieron. Lo cierto es que el paisaje, el ecosistema y las condiciones naturales de la región, ofrecían excelentes condiciones para la conservación de animales, sumado a la vocación de protección que tenía desde entonces los directivos del proyecto.
Las primeras atracciones del Parque Temático Hacienda Nápoles se empezaron a construir a mediados de 2007, con la recuperación de las réplicas de algunos dinosaurios y la construcción de otros, para crear una mediana zona de tránsito llamada Jurásico, que se complementaba con el diseño y ejecución de las obras complementarias al lago donde se encontraba la manada de hipopótamos, únicos animales que sobrevivieron a la época pasada del lugar, y clasificada como la más grande manada de estos animales que vive por fuera de África.

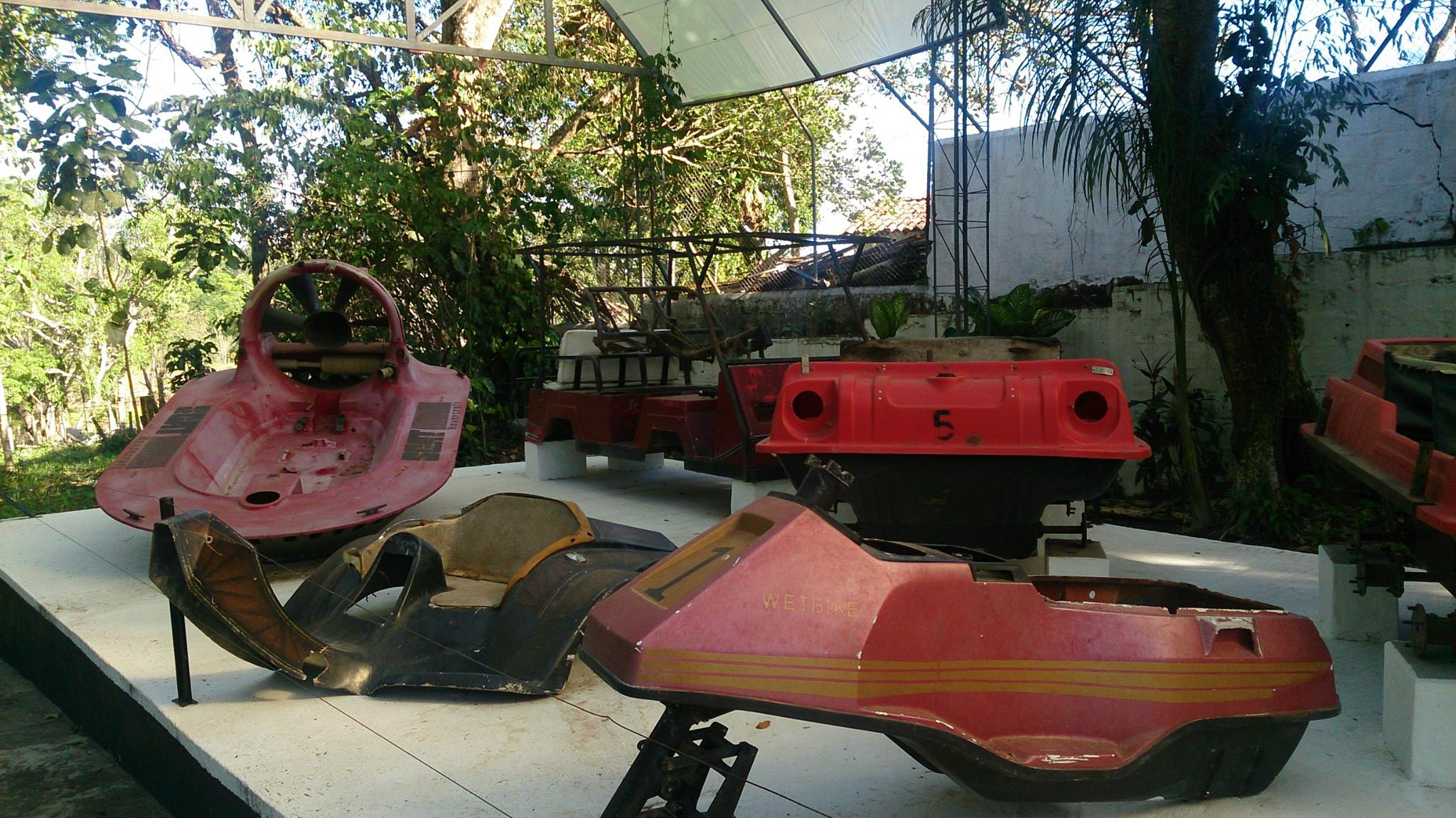

En las ruinas de lo que fuera la mansión original de la casa, se realizó una exhibición de los hechos más dolorosos de la reciente historia colombiana, en fenómenos asociados con la violencia del narcotráfico, a la manera de un Museo Memorial en homenaje a las víctimas, cuyo relato se basó en las portadas y las informaciones de periódicos y revistas de la época en que ocurrieron estos hechos, es decir entre finales de los años setenta y comienzo de los noventa. Esta exposición permanente estuvo en este lugar hasta que la casa fue vencida por el tiempo y se derrumbó de manera definitiva, no obstante lo cual a sus contenidos se les adecuaron nuevos espacios para mantener esta narración en la memoria colectiva.
Gran sabana africana

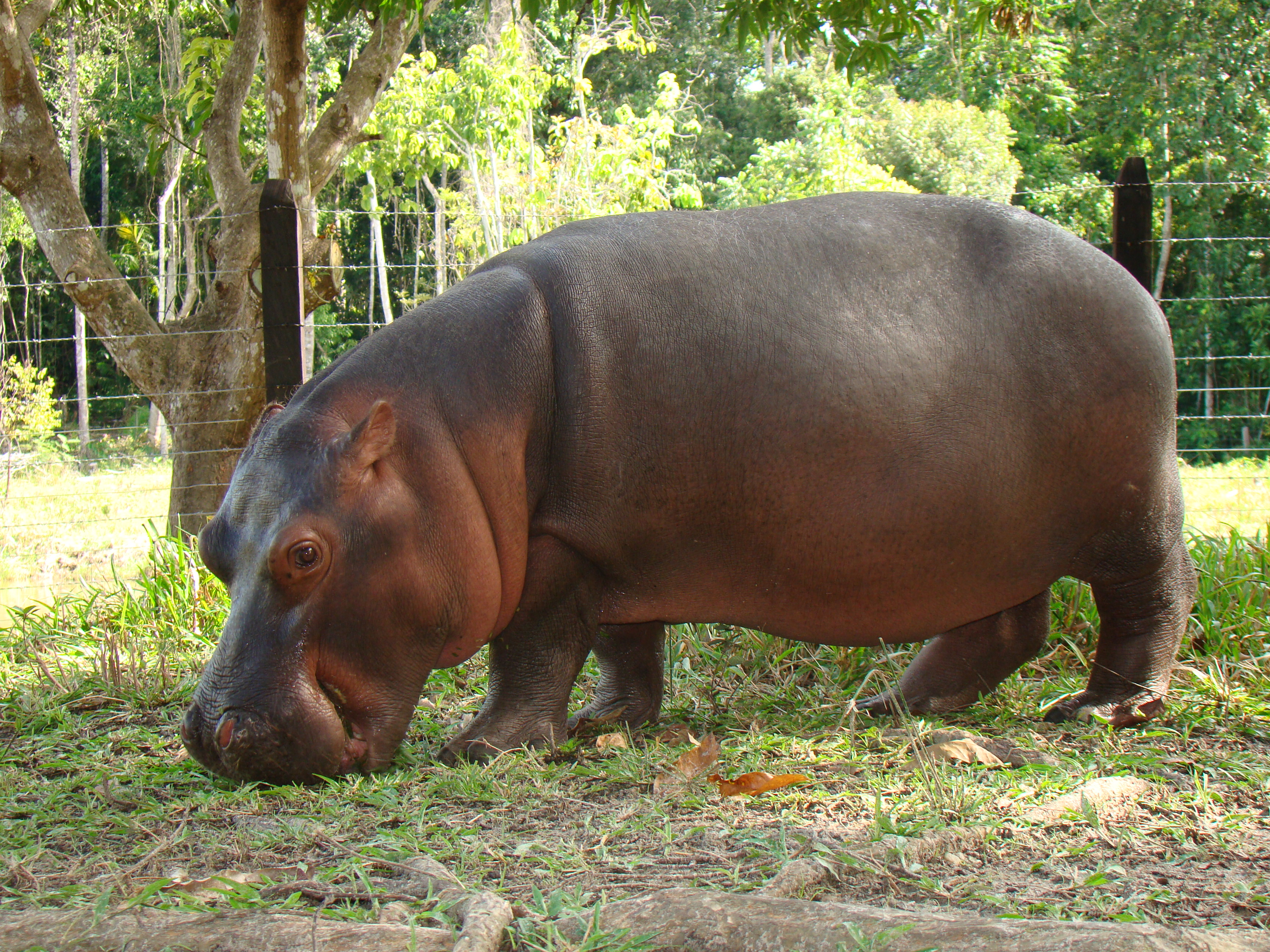
Hipopótamo Vanessa

Los primeros meses de funcionamiento del Parque Temático Hacienda Nápoles coincidieron con un crecimiento inusitado de la conciencia ambiental en Colombia, movida por grupos de jóvenes y dirigentes preocupados por estos temas, y de manera particular por las condiciones de vida a que eran sometidas muchas especies animales en zoológicos y fincas